# Djedptahiufankh

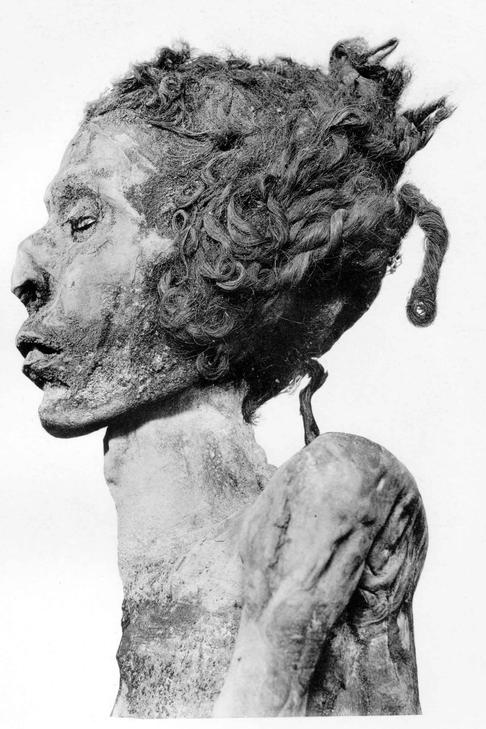
Xác ướp của Djedptahiufankh, từ DB320.

Djedptahiufankh đã giữ chức vụ Nhà Tiên tri thứ Hai của Amun và Nhà tiên tri thứ ba của Amun dưới triều đại của Shoshenq I thuộc vương triều thứ 22.

## Gia đình và sự nghiệp
Djedptahiufankh chỉ được biết tới thông qua việc chôn cất và xác ướp của ông. Ông đã giữ tước hiệu Tổng đốc khu vực cũng như là "Người con trai của đức vua của Ramesses" và "Người con trai của đức vua của Chúa tể hai vùng đất". Chức vụ sau này có thể cho thấy rằng ông có liên quan đến hoàng tộc của vương triều thứ 21 hoặc vương triều thứ 22.
Người ta đã phỏng đoán rằng Djedptahiufankh là chồng của Nesitanebetashru (A) (bà là con gái của Pinedjem II với Neskhons). Giả thuyết này dựa hoàn toàn vào thực tế đó là Djedptahiufankh đã được chôn cất cạnh Nesitanebetashru trong ngôi mộ DB320.

## Qua đời và an táng
Ông đã qua đời vào giai đoạn giữa của triều đại Shoshenq I theo như những dòng chữ được tìm thấy trên các dải băng xác ướp cũng như cỗ quan tài của ông. Ông được chôn cất trong ngôi mộ Deir El-Bahari 320 hoặc DB320, mà trên thực tế được dùng làm ngôi mộ gia đình cho vị Tư tế tối cao của Amun thuộc vương triều thứ 21 là Pinedjem I. DB320 đã được phát hiện vào thế kỷ thứ 19 và nhanh chóng trở nên nổi tiếng do chứa một nơi chôn giấu nhiều xác ướp hoàng gia quan trọng nhất của thời kỳ Tân Vương quốc bao gồm hài cốt của Amenhotep I, Ramesses II, Ramesses III, Ramesses IX, và Thutmose I, Thutmose II và Thutmose III.
Ba dải băng xác ướp có niên đại vào năm thứ 5, 10 và 11 của Shoshenq I đã được tìm thấy trên thi thể của Djedptahiufankh. Xác ướp của Djedptahiufankh được tìm thấy còn nguyên vẹn và Gaston Maspero đã tháo băng nó vào năm 1886.